# معالم مراكش

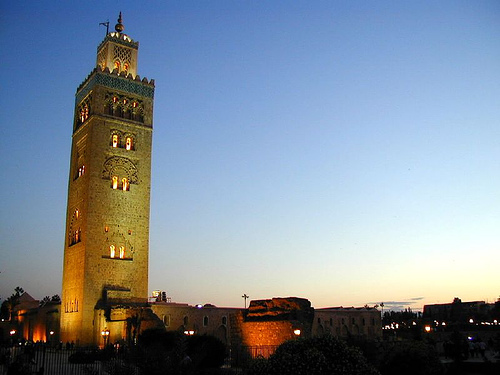
جامع الكتبية

تحتوي هذه المقالة على المعالم البارزة لمدينة مراكش بالمغرب.

## الساحات والميادين

### جامع الفناء

منظر بانورامي لساحة جامع الفنا

جامع الفناء هو مركز النشاط في المدينة القديمة. أصبح جزءًا من موقع التراث العالمي لليونسكو منذ عام 1985. تحمل اسم الساحة عدة معانٍ محتملة، ولكن أكثر أصل منطقي أقره المؤرخون هو أنه يعني «المسجد المدمر»، في إشارة إلى بناء مسجد داخل الساحة في أواخر القرن السادس عشر، تُرك غير مكتمل وأصبح في حالة خراب. كانت الساحة في الأصل مساحة مفتوحة للأسواق تقع على الجانب الشرقي من قصر الحجر المرابطي، الحصن الرئيسي وقصر سلالة المرابطين الذين أسسوا مراكش كعاصمة لهم في عام 1070. بعد سيطرة الموحدين على المدينة، تم إنشاء مجمع قصر ملكي جديد إلى الجنوب من المدينة وتم التخلي عن قصر المرابطين القديم، لكن ساحة السوق بقيت. في وقت لاحق، مع ثروات المدينة، شهد جامع الفناء فترات من التراجع والتجديد أيضًا.
تاريخياً، تم استخدام هذه الساحة في عمليات الإعدام العلنية من قبل الحكام للحفاظ على سلطتهم. اجتذبت الساحة سكان الصحراء والجبال المحيطة للتجارة، وأقيمت الأكشاك في الساحة منذ وقت مبكر من تاريخها. اجتذبت الساحة التجار في الأطعمة وعلف الحيوانات والأدوات المنزلية، إضافة إلى مُروّضي الأفاعي ورواة الأحاجي والقصص والموسيقيين، وغير ذلك من مظاهر الفرجة الشعبية. تجتذب الساحة اليوم الناس من مختلف الخلفيات الاجتماعية والعرقية والسياح من جميع أنحاء العالم. مازالت الساحة تتضمّن مُروّضي الأفاعي ولاعبو الخفّة والموسيقيون ومدرّبو القرود وبائعي الأعشاب ورواة القصص وأطباء الأسنان والنشالين والفنانين في زي العصور الوسطى. وقد وُصفت بأنها "ساحة ذات شهرة عالمية"، وجسر بين الماضي والحاضر، حيث تلتقي فيه التقاليد المغربية بالحداثة".

### أخرى
الساحات الأخرى تشمل المشور، والمصلى، وساحة باب دكالة، وساحة شارل دو فوكو، وساحة الحرية، وساحة 16 نوفمبر، وساحة فيربلانتير، وساحة سيدي أحمد الكامل، وساحة يوسف بن تاشفين، وساحة المرابطين، وساحة بئر أنزران.

## الأسواق والمباني التجارية

### الأسواق
تمتلك مراكش أكبر الأسواق التقليدية في المغرب وترتبط صورة المدينة ارتباطًا وثيقًا بأسواقها. تمتلك مزيجًا من التراث الأمازيغي والعربي: فعلى سبيل المثال، في حين أن المدينة تأسست على يد سلالة أمازيغية (المرابطين) وكان معظم سكان المدينة من أصل بربري، فإن أسماء معظم المهن والأسواق المتخصصة فيها هي من العربية. يستشهد بول سوليفان بالأسواق باعتبارها نقطة جذب التسوق الرئيسية في المدينة، واصفًا إياها بأنها «قرص العسل من الأزقة المتصلة بشكل معقد، وهذا القسم الأساسي من المدينة القديمة عبارة عن مدينة صغيرة بحد ذاتها، تضم عددًا مذهلاً من الأكشاك والمتاجر التي تتراوح من أكشاكها التي لا يزيد حجمها عن خزانة ملابس قزم إلى واجهات المتاجر غير المستقرة التي تتحول إلى كهوف علاء الدين المتلألئة بمجرد دخولك.» تاريخياً، كانت أسواق مراكش مقسمة إلى مناطق تجارة التجزئة، بما في ذلك الجلود والسجاد والأعمال المعدنية والفخار، إلخ. لا تزال المناطق مرتبة تقريبًا ولكن هناك تداخل كبير اليوم. هناك أيضًا تمييز مهم بين الأسواق الدائمة والأسواق المؤقتة. الأولى هي مناطق أسواق دائمة مليئة بالمتاجر، وعادة ما يتم إنشاؤها على طول أهم شوارع المدينة، في حين أن الثانية هي أسواق مؤقتة تظهر إما يوميًا أو أسبوعيًا في بعض المناطق المفتوحة. تقام العديد من الأسواق المؤقتة خارج بوابات المدينة. سوق السلع المستعملة خارج باب الخميس، على سبيل المثال، يقام تقليديا كل يوم خميس، على الرغم من أنه موجود اليوم في معظم أيام الأسبوع. توجد أسواق مؤقتة أخرى في بعض ساحات المدينة. على سبيل المثال، كانت منطقة الرحبة القديمة (التي تعني «الساحة القديمة») مخصصة لمزاد سلع معينة في أوقات محددة كل أسبوع، مثل الصوف والسجاد والأسلحة والعبيد (تاريخيًا).

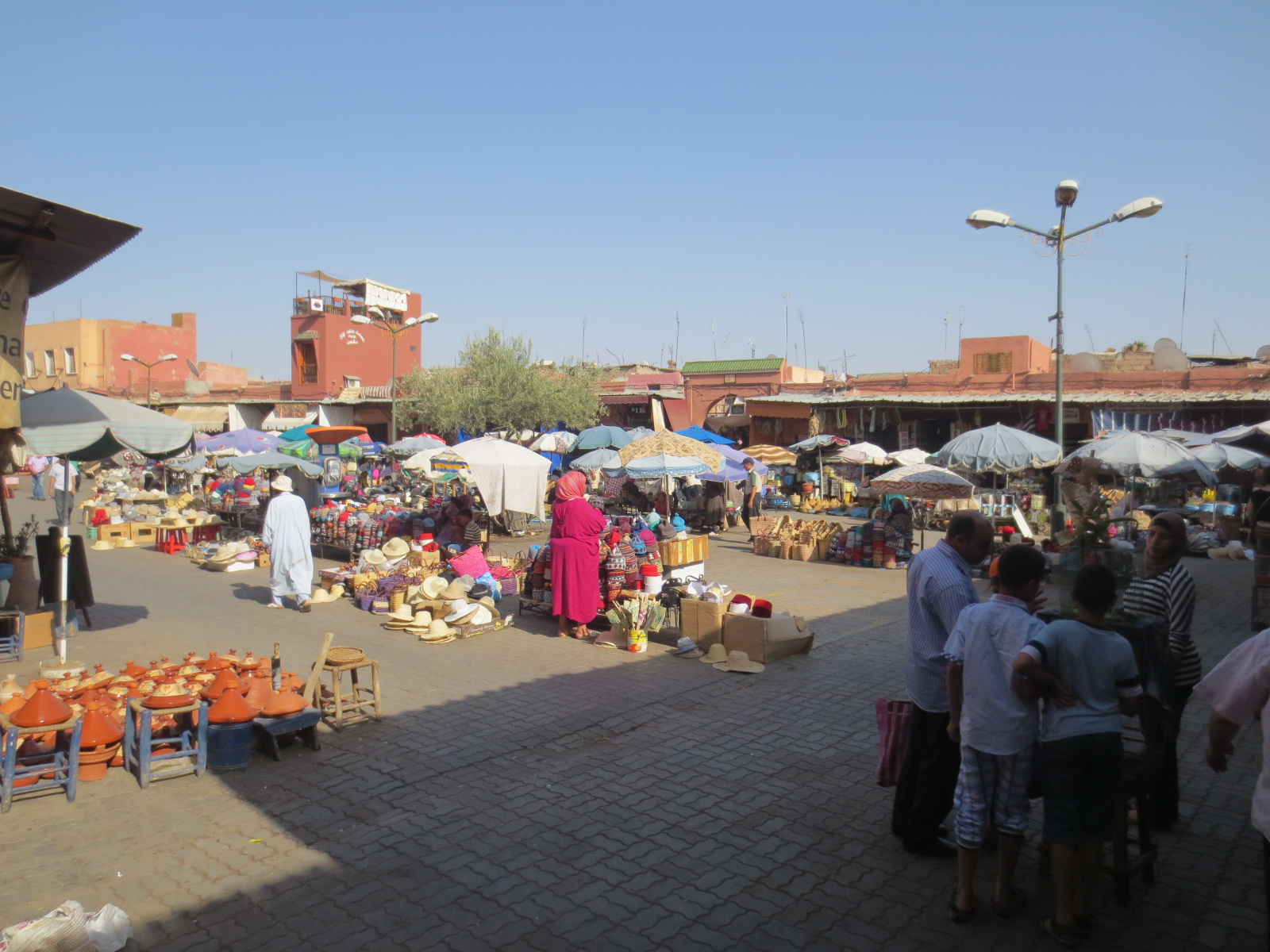
الرحبة القديمة ("الساحة القديمة") في أسواق المدينة القديمة

على عكس المدن الإسلامية التاريخية الأخرى، حيث تم بيع أغلى البضائع بالقرب من المساجد الرئيسية في المدينة، لم يكن التنظيم الجغرافي للحِرف المتخصصة في الأسواق الدائمة لمراكش يعتمد بالضرورة على موقع المساجد المهمة. بدلاً من ذلك، يتم تنظيم الأسواق عبر مساحة شاسعة تمتد بين جامع الفنا جنوبًا ومسجد ابن يوسف في الشمال. بعض الأسواق (أو كانت موجودة في الماضي) داخل مجمع هيكلي خاص بها يسمى القيسارية. تستوعب هذه المباني المترامية الأطراف العديد من المتاجر داخل وحدات مبنية بشكل قياسي تم إغلاقها وفتحها تقليديًا بشريحتين خشبيتين (واحدة في الأسفل والأخرى في الأعلى). لديهم أيضًا بوابات خاصة بهم ويتم إغلاقها تقليديًا في الليل. أحد الأمثلة على القيساريات اليوم هو سلسلة من أربعة ممرات متوازية (تمتد تقريبًا من الشمال الغربي إلى الجنوب الشرقي)، مقسومة بحارة أخرى في منتصفها، والتي تقع بين الشارعين الرئيسيين اللذين يتفرعان من الطرف الشمالي لسوق السمارين، في قلب الأسواق. قد تكون هذه القيساريات قد وُضعت في العهد الموحدي (القرنان الثاني عشر والثالث عشر) وكانت مخصصة تاريخيًا للمنسوجات والملابس. قيسارية أخرى مخصصة أيضًا للملابس تقع في الطرف الشمالي من الأسواق. كانت يتألف من هيكل طولي طويل، يضم ممرًا مسقوفًا به متاجر على جانبيه، ويمتد على طول الجانب الجنوبي من مسجد بن يوسف، بين المسجد والقبة المرابطية اليوم. تم هدمه في القرن العشرين لتحسين حركة المرور داخل المدينة. لا تزال الساحة المفتوحة المتبقية هناك اليوم تُعرف باسم ساحة القيسارية.
تبيع العديد من الأسواق سلعًا مثل السجاد والبسط والملابس الإسلامية التقليدية والحقائب الجلدية والفوانيس وما إلى ذلك. لاتزال المساومة جزءًا مهمًا جدًا من التجارة في الأسواق. من أكبر الأسواق هناك سوق السمارين، وهو شارع السوق الرئيسي الذي يمتد شمالًا من جامع الفنا، ويعرض الصنادل والنعال المرصعة بالجواهر ذات الألوان الزاهية والمقاعد الجلدية والمجوهرات والقفطان. في أقصى الشمال، يتفرع سوق السمارين إلى شارعين رئيسيين: السوق الكبير إلى الشمال الشرقي وسوق العطارين إلى الشمال الغربي. خارج هذه الشوارع الرئيسية توجد العديد من الأسواق الأخرى وشوارع المتاجر. الرحبة القديمة، ساحة مثلثة مفتوحة إلى الشرق من سوق السمارين، تحتوي على أكشاك لبيع السلال المنسوجة يدويًا، والعطور الطبيعية، والقبعات المحبوكة، والأوشحة والقمصان، والشاي، والجينسينغ، وجلود القاطور والإغوانة. يشتهر مزاد البربر، الواقع إلى الشمال الشرقي من هذا السوق، بالسجاد والبساط البربري الغامق. يحتوي سوق أبلوح على أكشاك متخصصة في بيع الزيتون بالتجزئة، ومجموعة متنوعة من الأنواع والألوان بما في ذلك الزيتون الأخضر والأحمر والأسود والليمون والفلفل الحار والقبار والمخللات والنعناع. وبالمثل، يتخصص سوق القشاشة في الفواكه المجففة والمكسرات، بما في ذلك التمر والتين والجوز والكاجو والمشمش.  يشتهر سوق الصياغين بمجوهراته، ويشتهر سوق السماطة القريب بمجموعته الواسعة من أحزمة النّعال والأحزمة. سوق الشراطين متخصص في المصنوعات الجلدية، ويبيع سوق بلعاريف السلع الاستهلاكية الحديثة. سوق الحدادين متخصص في صناعة الأدوات الحديدية والفوانيس. يشتهر سوق الصباغين بالصوف والجلود والحرير المصبوغة المعلقة فوق الشارع لتجف.
مجمع الصناعة التقليدية (Ensemble Artisanal) عبارة عن مجمع تديره الحكومة من الأعمال الفنية الصغيرة والحرف اليدوية والذي يحتوي على مجموعة معقولة من السلع التي تتعامل مع الجلود والمنسوجات والسجاد. في ورشة العمل الموجودة في الجزء الخلفي من هذا المتجر، يتم تعليم الشباب مجموعة من الحرف اليدوية.

### الفنادق (خان)

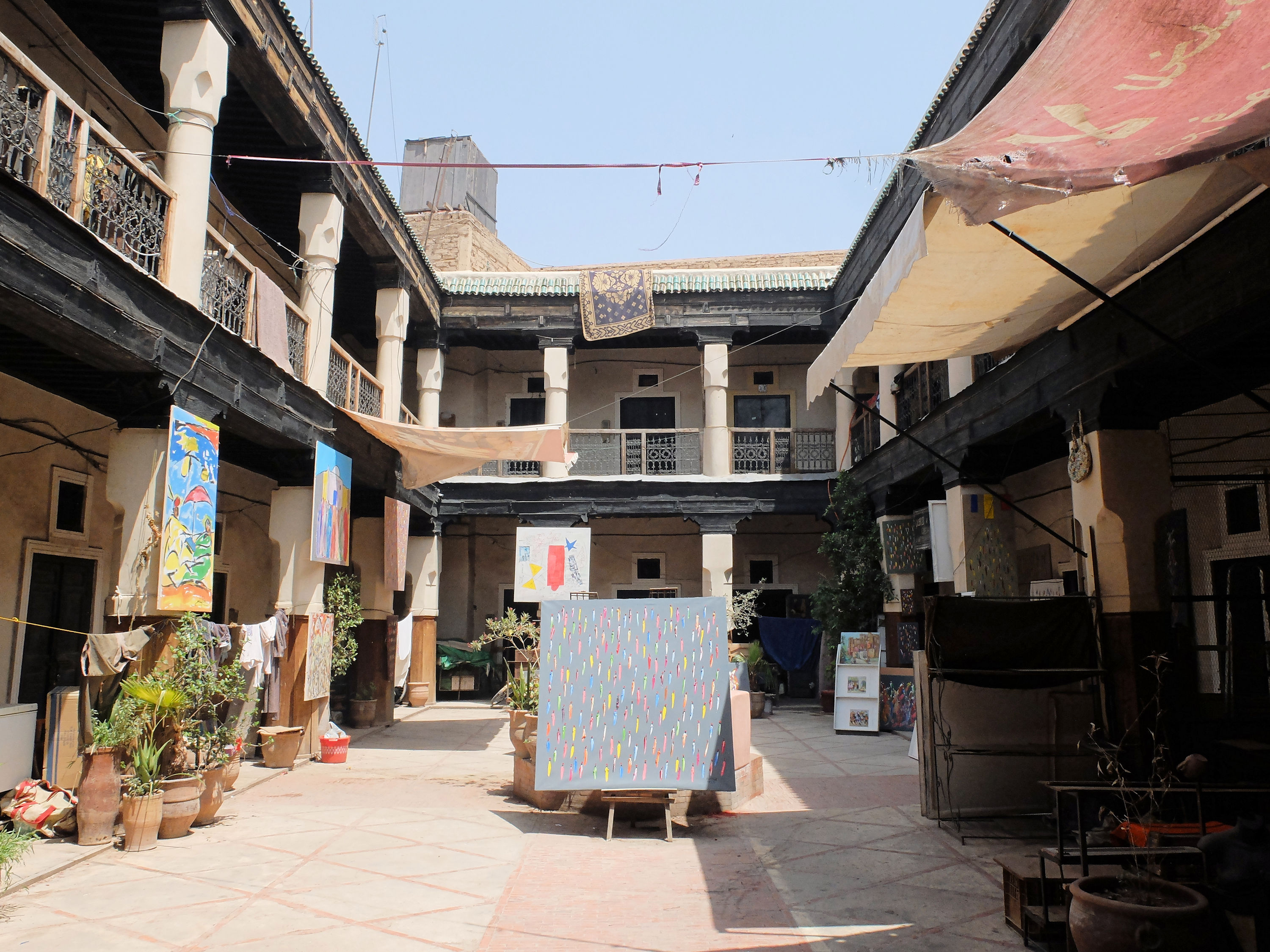
خان تقليدي بحي المواسين

الفندق (خان) هو نوع تقليدي من المباني التجارية في المغرب، وتتواجد أيضا في الكثير من دول العالم الإسلامي. كانت الفنادق عادةً بطول طابق أو طابقين وتتركز حول فناء كبير محاط بمعرض يتيح الوصول إلى الغرف عبر كل طابق. كان الطابق الأرضي يستخدم عادة لتخزين البضائع التجارية والحيوانات بينما كانت الطوابق العليا تحتوي على غرف وأماكن إقامة للتجار من خارج المدينة. أكثر من مجرد نزل، كانت أيضًا أماكن عمل. كانت في الغالب على طول الشوارع الرئيسية في المدينة أو بالقرب من بواباتها الرئيسية، وعادة ما تكون داخل المناطق التجارية الرئيسية وبالقرب من ورش العمل. وبعض الفنادق المتخصصة لأنواع معينة من السلع: على سبيل المثال، فندق السكر كان مُخصّصا في تجارة السكر، وكان فندق العطرية مُخصّصا لتجارة التوابل. ارتبطت فنادق أخرى بحِرف معينة أو حتى مع أخويات دينية صوفية معينة.
يعود وجود الفنادق في مراكش إلى بداية تاريخها. ففد اشتد نشاطها وعددها حسب فترات ازدهار المدينة وانحطاطها. كانت قمم هذا الازدهار خلال الفترتين المرابطية والموحدية (القرنان الحادي عشر والثالث عشر)، والعهد السعدي (القرن السادس عشر)، وتحت حكم بعض السلاطين العلويين اللاحقين. ومع ذلك، في القرن العشرين، أدت التغييرات الاجتماعية الرئيسية التي أحدثها الحكم الاستعماري الفرنسي (1912-1956)، مثل توسع المدينة خارج أسوارها التاريخية والنزوح من الريف إلى جميع أنحاء البلاد، إلى تحويل العديد من المؤسسات المالية إلى مساكن دائمة منخفضة التكلفة، والتدهور المستمر لنسيجها المعماري. ومع ذلك، فإن الغالبية لا تزال مشغولة جزئيًا أو حصريًا بورش الحرفيين وتستمر في خدمة أغراض تجارية. تم ترميم بعضها في السنوات الأخيرة. وفقًا لإحصاءات البلدية، في نهاية عام 2010، كان هناك 96 فندقا في مراكش، وهو أقل من 132 فندقا تم إحصاؤها في مسح عام 1972. بين الأمثلة الأخرى، توجد العديد من المجمعات السكنية المحفوظة جيدًا والتي يسهل الوصول إليها داخل وخارج الشوارع الرئيسية في حي المواسين، بين مسجد المواسين ومسجد بن يوسف.

## أسوار وبوابات المدينة

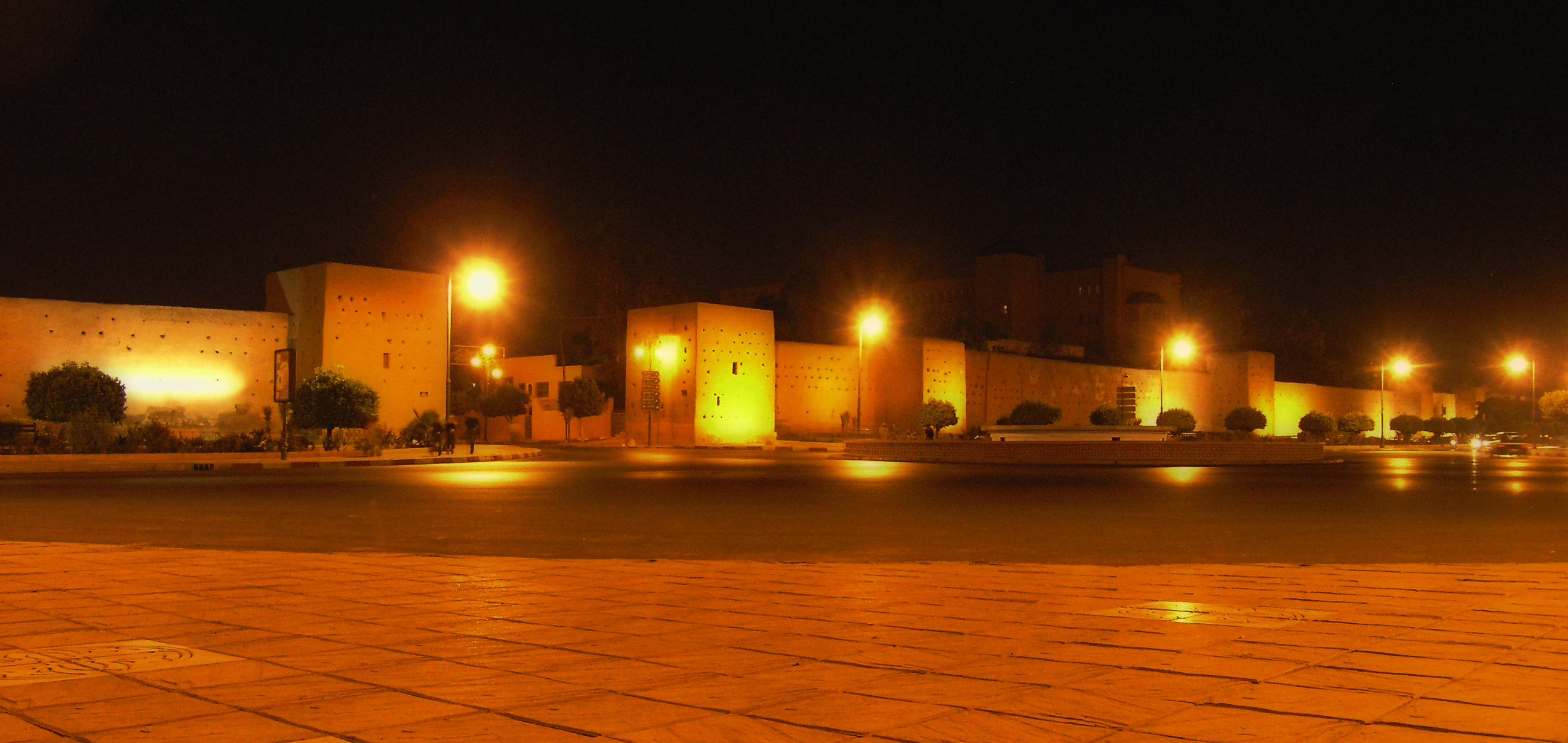
أسوار مراكش ليلا

أسوار مراكش التي تمتد لنحو 19 كيلومتر (12 ميل) حول المدينة القديمة، بناها المرابطون في القرن الثاني عشر كتحصينات وقائية. الجدران مصنوعة من الطين والطباشير البرتقالي والأحمر المميز، مما منح المدينة لقب «المدينة الحمراء»؛ يصل ارتفاعها حتى 19 قدم (5.8 م)، ولها 20 بوابة و 200 برج على طولها.

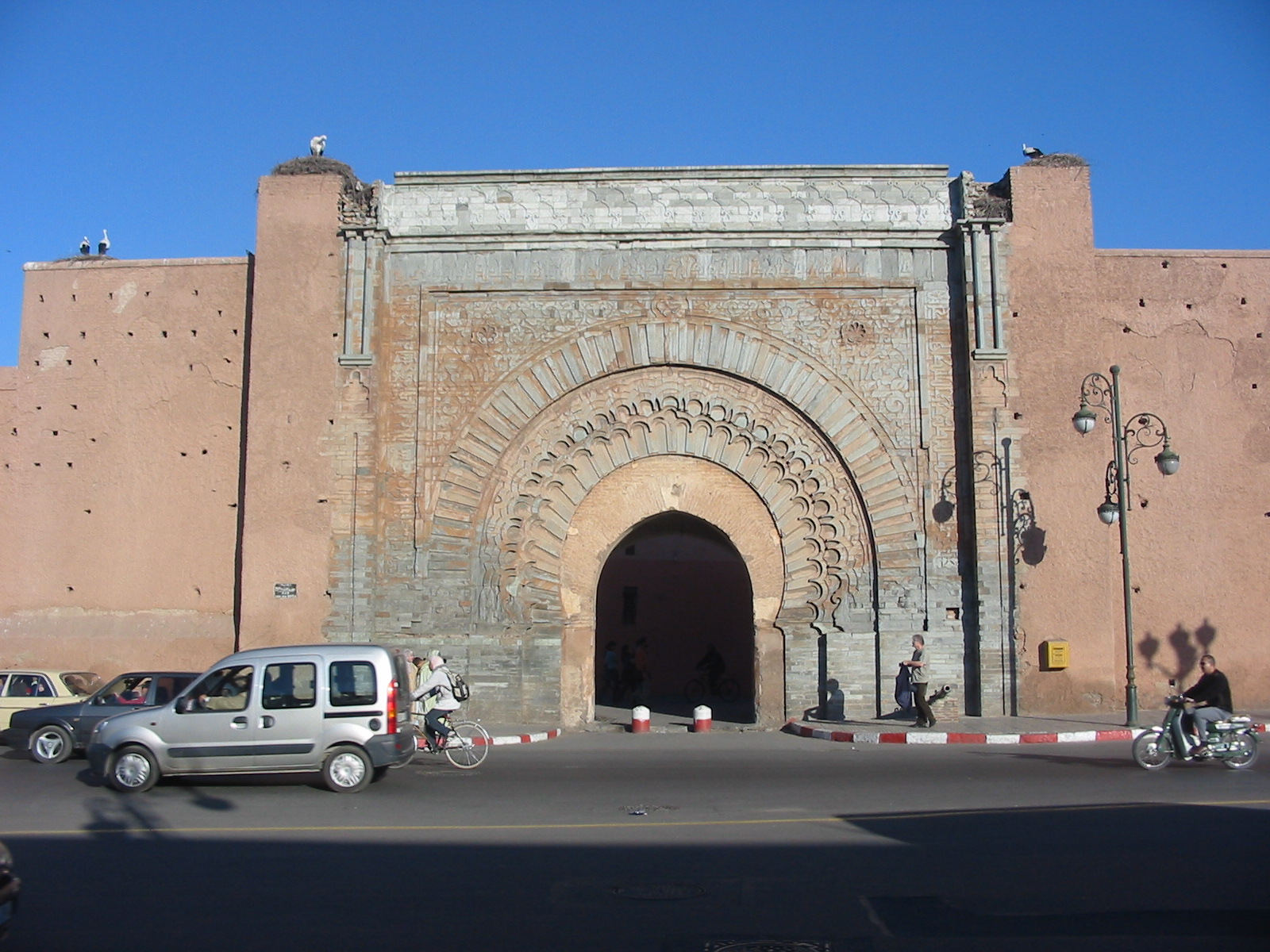
باب أكناو

من أشهر بوابات المدينة هناك باب أكناو، الذي بناه الخليفة الموحدي يعقوب المنصور في أواخر القرن الثاني عشر كمدخل عام رئيسي للقصبة الجديدة. الاسم الأمازيغي أكناو، مثل كناوة يشير إلى الأشخاص من أصل أفريقي جنوب الصحراء. كانت تسمى البوابة باب الكحل (كلمة الكحل تعني أيضًا «أسود») أو باب القصر في بعض المصادر التاريخية. زينت قطع الزاوية بزخارف نباتية. تم تأطير هذه الزخرفة بثلاث لوحات عليها نقش من القرآن الكريم بالخط المغربي باستخدام الحروف الكوفية المرقّقة، والتي استُخدمت أيضًا في الأندلس. تم تجديد باب أكناو وتقليص حجم افتتاحه في عهد السلطان محمد بن عبد الله.
يوجد بالمدينة ما لا يقل عن ثمانية بوابات تاريخية رئيسية: باب دكالة، وباب الخميس، وباب الدباغ، وباب أيلان، وباب أغمات، وباب الرب، وباب المخزن، وباب العريصة. يعود تاريخها إلى القرن الثاني عشر خلال الفترة المرابطية ولكن تم تعديل العديد منها منذ ذلك الحين. يعتبر باب دكالة (في الجزء الشمالي الغربي من سور المدينة) بشكل عام أكثر ضخامة ولكنه أقل زخرفة من البوابات الأخرى. أخذت اسمها من منطقة دكالة على ساحل المحيط الأطلسي، إلى الشمال من مراكش. يقع باب الخميس في الزاوية الشمالية الشرقية للمدينة القديمة، وقد سُمي على اسم سوق الخميس في الهواء الطلق. وهي إحدى البوابات الرئيسية للمدينة. باب الدباغ، إلى الشرق، توجد به أحد أكثر التصاميم تعقيدًا من أي بوابة، مع ممر داخلي يدور عدة مرات. يقع باب أيلان إلى الجنوب قليلاً منه. باب أغمات هو أحد البوابات الجنوبية الرئيسية للمدينة، ويقع شرق المقابر اليهودية والمسلمة وبالقرب من ضريح علي بن يوسف. باب الرب هو المخرج الجنوبي الرئيسي الآخر من المدينة، ويقع بالقرب من باب أكناو. لها موقع وتخطيط قد يكونان نتيجة لتعديلات متعددة على المنطقة المحيطة على مر السنين. يوفر الوصول إلى الطرق المؤدية إلى مدينتي أمزميز وأسني الجبليتين.

## الحدائق

### حدائق المنارة
حدائق المنارة هي حديقة-بستان تقع غرب المدينة القديمة، تتمحور حول خزان مياه كبير. تم إنشاء الخزان والحدائق في الأصل في القرن الثاني عشر من قبل الحاكم الموحدي عبد المؤمن، ولكن تم ترميمها وإعادة زراعتها في القرون اللاحقة. يعود تاريخ الجناح الأيقوني على حافة البحيرة، والذي غالبًا ما يتم تصويره على خلفية جبال الأطلس في الجنوب، إلى عام 1870 في عهد السلطان محمد الرابع، على الرغم من أنه يُعتقد أن جناحا سابقا للسعديين كان موجودًا في الموقع نفسه من قبل . تُزرع البساتين، التي تُروى عبر الخزان، بأشجار الزيتون والأشجار المثمرة. تم استخراج المياه من الجبال إلى الجنوب ونقلها إلى الحدائق (وبقية المدينة) عبر شبكة من القنوات تحت الأرض تعرف باسم الخطّارات. يوجد أيضًا مدرج صغير حديث على حافة الخزان. يمكن رؤية أسماك الكارب في البركة.

### حدائق أكدال
حدائق أكدال هي حديقة واسعة وبستان ممتد على مساحة 340 هكتارًا إلى الجنوب من المدينة التاريخية. تم إنشاؤها أيضًا في القرن الثاني عشر، وهي محاطة بدائرة من جدران التربة المدكوكة ومُتّصلة بقصبة المدينة والقصر الملكي. تحتوي على خزّانين كبيرين للمياه وسط البساتين المزروعة بأشجار الزيتون والبرتقال وأشجار الفاكهة المختلفة. أكبر خزان، خزان دار الهنا، يطل عليه جناح فخم حديث، على الرغم من وجود العديد من الأجنحة والقصور السابقة في الموقع نفسه في القرون السابقة. تم بناء مجمع قصر آخر، دار البيضاء، إلى الشمال خلال القرن التاسع عشر، وتم بناء العديد من المسابح والأجنحة والمنشآت الصناعية الأخرى في أجزاء مختلفة من الحدائق من قبل السلاطين العلويين.

### حديقة ماجوريل
كانت حديقة ماجوريل، في شارع يعقوب المنصور، في يوم من الأيام منزل رسام المناظر الطبيعية جاك ماجوريل. قام المصمم إيف سان لوران بشراء وترميم العقار، الذي يحتوي على شاهدة نصبت في ذاكرته، ومتحف الأمازيغ، الذي يقع في مبنى أزرق داكن. الحديقة المفتوحة للجمهور منذ عام 1947، بها مجموعة كبيرة من النباتات و «الأزهار الغريبة» (المكتسبة منذ عشرينيات القرن الماضي) من خمس قارات. جميع النباتات لها علامات وصفية والنباتات الشائعة هي الصبار والنخيل والخيزران. هي مصممة بشكل جيد للغاية مع حمامات سباحة، وزنابق ومسارات.

### حدائق أخرى
تقع حدائق الكتبية خلف جامع الكتبية. تتميز بأشجار البرتقال والنخيل، ويتردد عليها طيور اللقلق. حدائق المامونية، التي يزيد عمرها عن 100 عام، والتي سميت على اسم الأمير مولاي المامون، بها أشجار الزيتون والبرتقال، وبها أزهار وأنواع مختلفة من النباتات.

## القصور والرياض

### القصر الملكي (دار المخزن)
يقع القصر الملكي في مراكش، المعروف أيضًا باسم «دار المخزن»، في الطرف الجنوبي من المدينة، ويحتل معظم الجزء الشرقي من حي القصبة الحالي. قام الموحدون ببناء مجمع قصور في هذا الموقع لأول مرة في القرن الثاني عشر، كجزء من قصبتهم المبنية حديثًا، ولكن تم إعادة تشكيلها بالكامل من قبل السعديين في القرن السادس عشر والعلويين بعد القرن السابع عشر. يرجع جزء كبير من شكله الحالي إلى القرن الثامن عشر في عهد محمد بن عبد الله. يتكون القصر العلوي اليوم من عدة حدائق وفناءات كبيرة تحيط بها غرف وأجنحة مختلفة. يقع المدخل الرئيسي للقصر اليوم في الجنوب، ويتم الوصول إليه عبر سلسلة من المشور (الميادين المسورة) والبوابات. وصف أحد الزائرين في منتصف الثمانينيات غرفة الاستقبال بأنّها كانت «مليئة بأرائك من طراز (Grand Concourse-repro Victorian) المغطاة بالديباج الأبيض والذهبي». لا يزال القصر قيد الاستخدام من قبل ملك المغرب وغير مُتاح للجمهور.

### قصر البديع

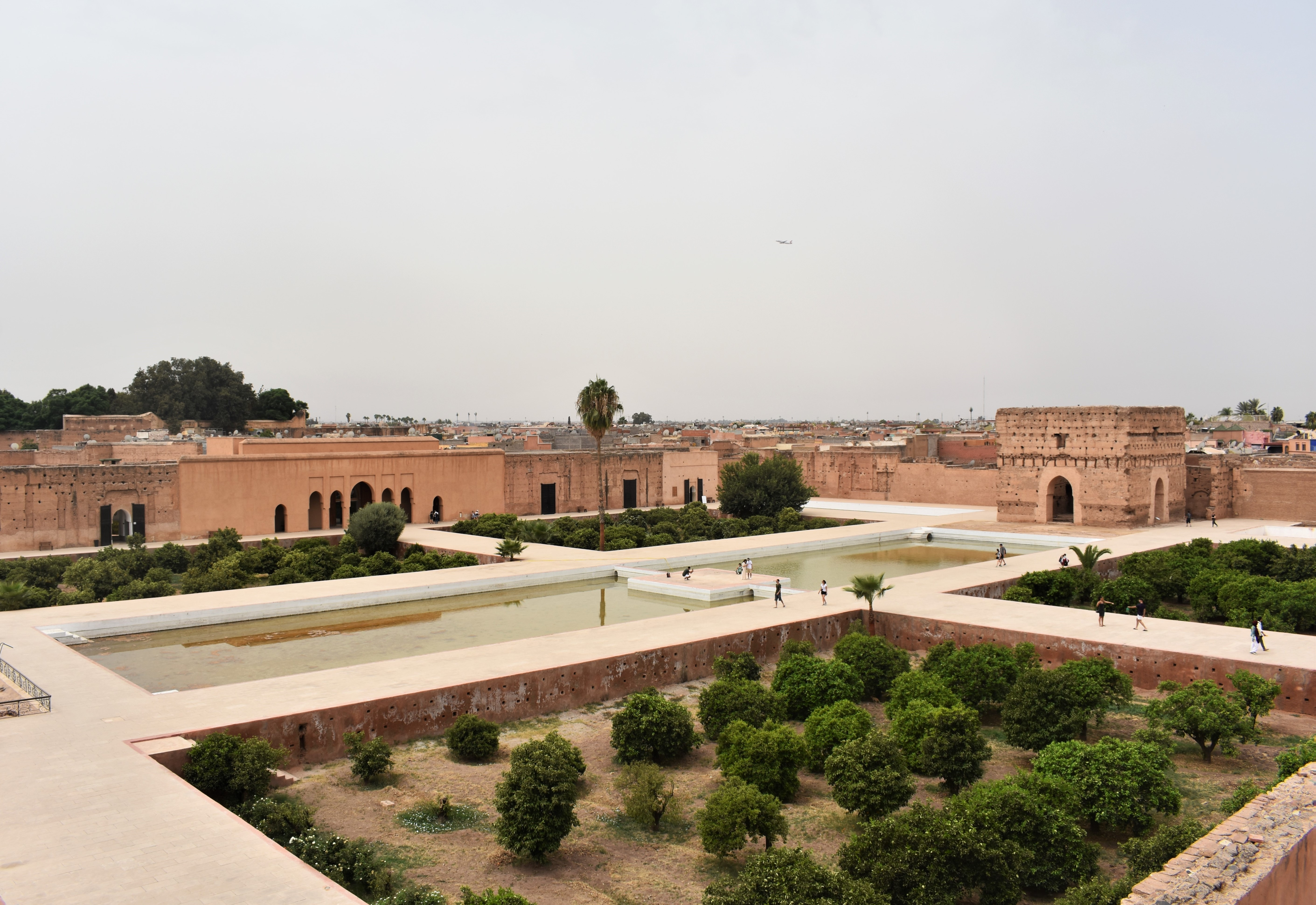
قصر البديع

يقع قصر البديع شمال القصر الملكي وكان في الأصل جزءًا من مجمع قصور العصر السعدي. بناه السلطان السعدي أحمد المنصور بعد نجاحه ضد البرتغاليين في معركة الملوك الثلاثة عام 1578. وكان الهدف من القصر الفخم استقبال ضيوف السلطان وإبهارهم.
استغرق البناء حوالي ربع قرن وتم تمويله من الفدية التي دفعها النبلاء البرتغاليون المأسورون، وعائدات قصب السكر، وأرباح طرق التجارة عبر الصحراء التي غزاها المنصور في عهده.سمح ذلك باستيراد رخام كرارا من إيطاليا ومواد أخرى قادمة من فرنسا وإسبانيا وحتى الهند. مع وجود جناحين ضخمين يواجهان بعضهما البعض عبر فناء متناظر، يعكس تصميمه العمارة الأندلسية / المغربية التقليدية التي شوهدت في بهو السباع الأصغر في قصر الحمراء. بعد نهاية سلالة السعديين في القرن السابع عشر، تعرض القصر للإهمال ثم تعرض للنهب بشكل منهجي من قبل السلطان العلوي مولاي إسماعيل بسبب مواده القيمة مثل الرخام. أطلال القصر المحفوظة مفتوحة اليوم كمنطقة جذب سياحي. يقام المهرجان الوطني للفنون الشعبية في الربيع في القصر.

### قصر الباهية

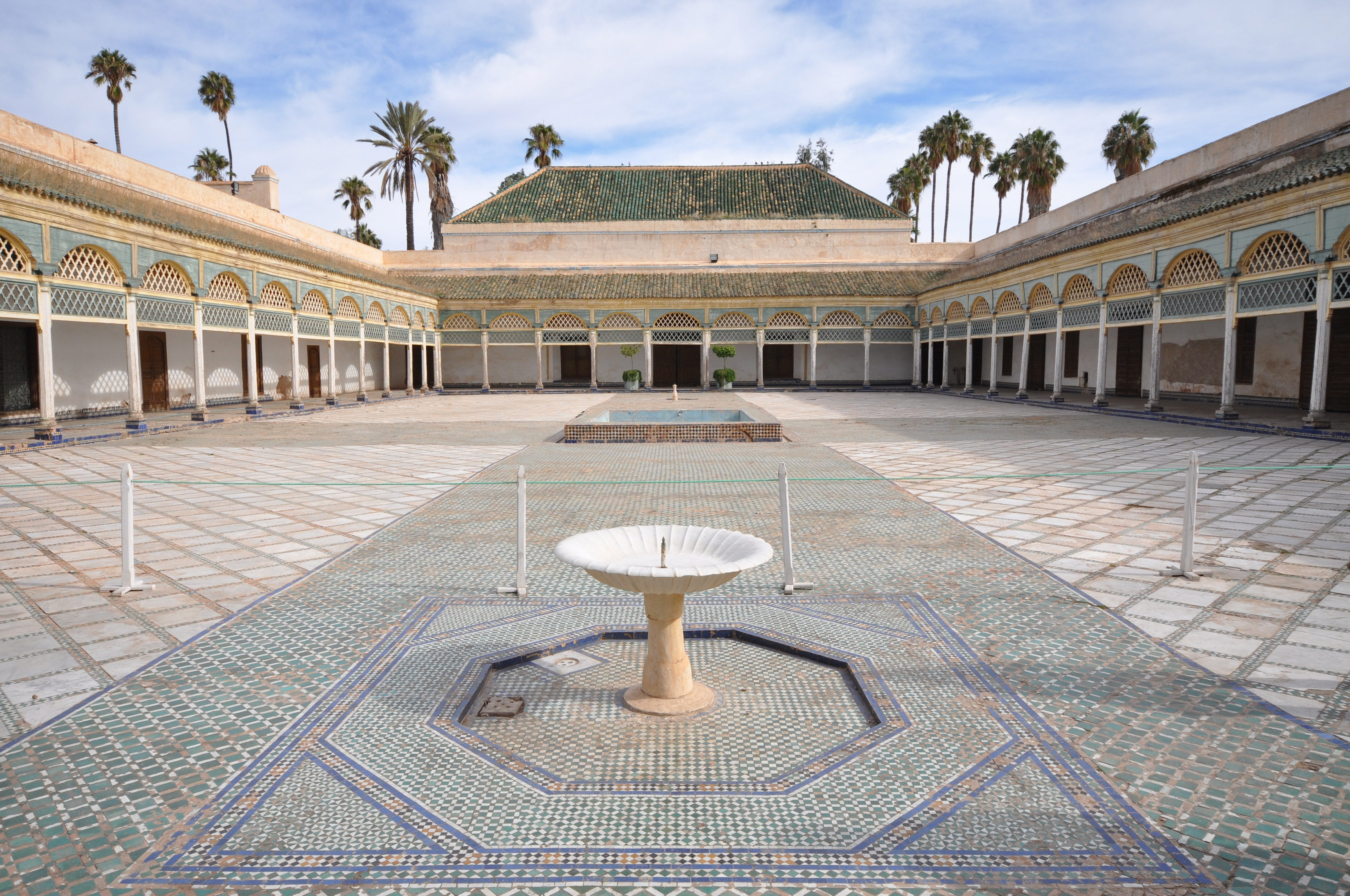
الفناء الكبير لقصر الباهية

تمّ بناء قصر الباهية في أواخر القرن التاسع عشر على يد الصدر الأعظم موسى بن أحمد وابنه با حماد. أقام با حماد هناك مع زوجاته الأربع و 24 محظية والعديد من الأطفال. كان المقصود من القصر أن يكون أعظم قصر في عصره، وكما هو الحال في التطورات المماثلة لتلك الفترة في البلدان الأخرى، فقد تم تصميمه لالتقاط جوهر الأسلوب الإسلامي والمغربي. أوْلى با حماد اهتمامًا خاصًا بخصوصية القصر في بنائه واستخدم ميزات معمارية مثل الأبواب المتعددة التي حالت دون الإطلالات غير المرحب بها من الداخل. وأضاف با حماد إلى القصر طوال السنوات السبع التي قضاها في منصبه، حيث يعمل مئات الحرفيين من فاس على الزخرفة الخشبية والجصية وديكور الزليج. اكتسب القصر سمعة كواحد من أرقى القصور في المغرب وكان موضع حسد من المواطنين الأثرياء الآخرين. تضمنت مرافق متعددة مثل الحمام والإسطبلات وحتى مسجدها الخاص. إلى الشرق كان هناك منتزه واسع ومنطقة حديقة يمكن الوصول إليها من القصر عن طريق جسر فوق الشارع المجاور. وبوفاة با حماد اقتحم السلطان عبد العزيز القصر واستولت عليه الدولة. اليوم لا تزال الدولة تستخدم القصر من حين لآخر لاستقبال الشخصيات الأجنبية البارزة، لكنه مفتوح للجمهور كمنطقة جذب سياحي.

### قصور أخرى
تم الحفاظ على العديد من القصور التي بناها الأثرياء والنخب السياسية في القرن التاسع عشر وأوائل القرن العشرين في المدينة. تم تحويل العديد منها إلى متاحف اليوم، مثل دار المنبهي (الآن متحف مراكش) ودار السي سعيد ودار الباشا. مثال آخر، هناك دار مولاي علي، يضم القنصلية الفرنسية. مثل قصر الباهية، فهي تجسد العمارة الفخمة للقصر النموذجي لهذه الفترة، باستخدام الزخرفة المغربية التقليدية بينما تمزج أحيانًا تأثيرات أوروبية بسيطة ولكنها ملحوظة بدأت في الظهور في أواخر القرن التاسع عشر. بالإضافة إلى الأحياء السكنية وقاعات الاستقبال، غالبًا ما تحتوي أيضًا على مرافق مثل المطابخ والحمامات.

### البيوت التقليدية والرياض

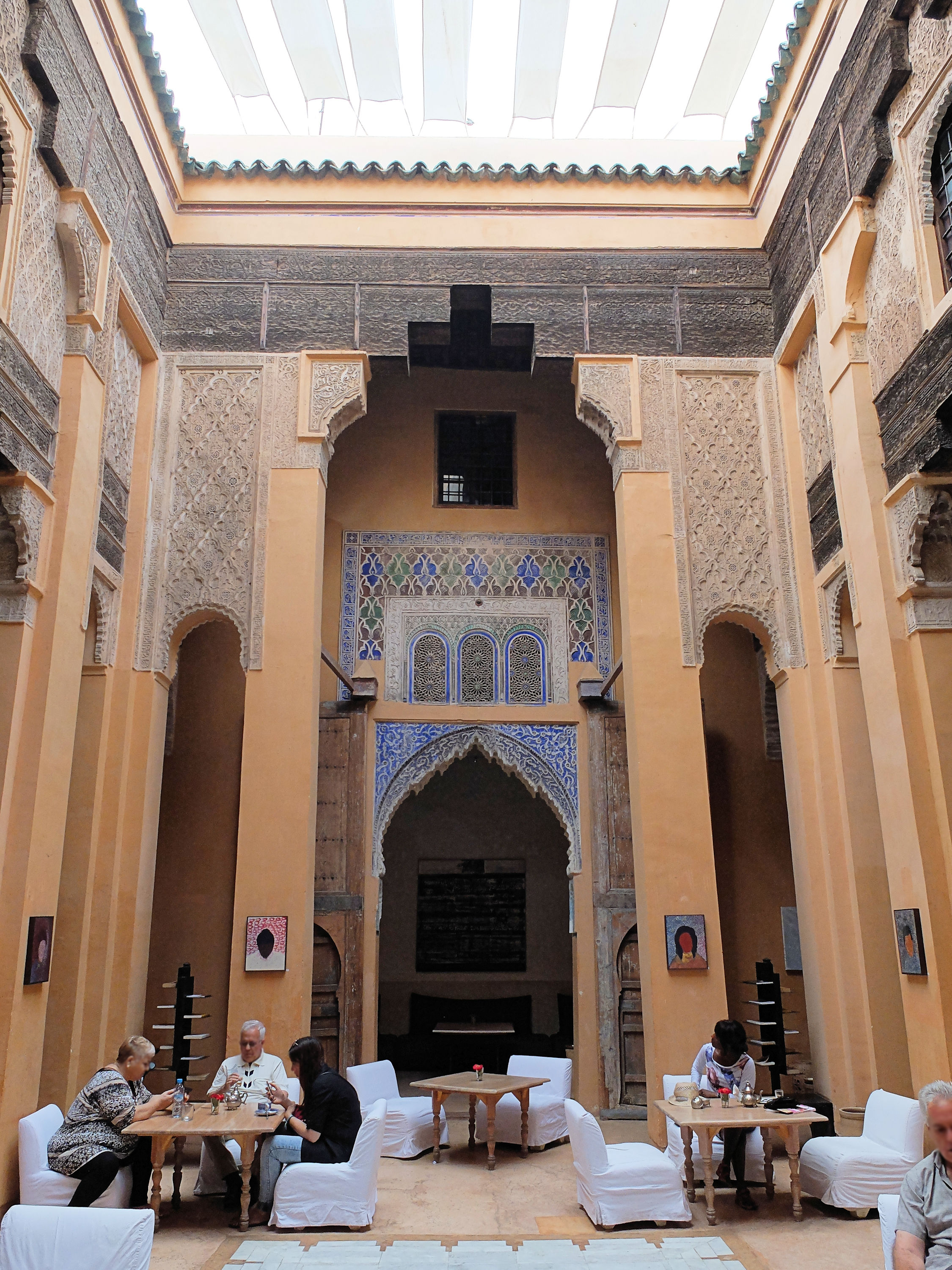
دار شريفة، منزل مرمم من القرن السادس عشر (السعديين)

كانت المنازل المغربية تركز تقليديًا على الداخل، مما سمح بخصوصية الأسرة والحماية من الأحوال الجوية. تم التعبير عن هذا التركيز الداخلي من خلال وضع حديقة داخلية أو فناء مركزي، وعدم وجود نوافذ كبيرة على الجدران الخارجية، والتي تم بناؤها من التربة المدكوكة أو الطوب اللبن. وجد مبدأ التصميم هذا أيضًا دعمًا في الأعراف الاجتماعية للمجتمع الإسلامي، والتي أعطت قيمة كبيرة للخصوصية وشجعت على الفصل بين المساحات العائلية الخاصة (حيث تعيش النساء وتعمل بشكل خاص) والأماكن شبه العامة حيث يتم استقبال الضيوف الخارجيين. يمكن أيضًا تزيين جدران البيوت التقليدية، إذا توفرت الإمكانيات الكافية لأصحابها، بزخارف مميزة من الجص وبلاط الزليج، وأحيانا بالخط العربي. لازالت العديد من القصور المزخرفة بأناقة والتي بنتها عائلات مغربية ثرية أو برجوازية قائمة. تعود أقدم الأمثلة في مراكش إلى العصر السعدي (القرنين السادس عشر والسابع عشر)، مثل دار شريفة (المعروفة سابقًا باسم دار إجيمي)، ودار المسعودين، ودار المصلحيين (المعروف أيضًا باسم قصور أغافاي). يحتوي متحف المواسين أيضًا على مثال على «الدويرية» المحفوظة في عصر السعديين، أو شقة ضيوف في الطابق العلوي.
مصطلح «الرياض» يشير إلى نوع شائع من الحدائق الداخلية، خاصة تلك التي تنقسم بشكل متماثل إلى أربعة أجزاء على طول محاورها المركزية وعادة ما يكون بها نافورة في منتصفها. كانت الحدائق الداخلية سمة شائعة في عمارة القصور في العالم الإسلامي لأن المياه والمساحات الخضراء ارتبطت بصور الجنة في الإسلام. تم العثور على أقدم مثال معروف لحديقة رياض حقيقية (ذات تقسيم متماثل من أربعة أجزاء) في المغرب في قصر المرابطين الذي بناه علي بن يوسف في مراكش في أوائل القرن الثاني عشر. أصبح هذا النموذج من التصميم الداخلي ناجحًا وشائعًا بشكل خاص في مراكش بفضل الجمع بين المناخ الدافئ والمساحة المتاحة، مما يجعله مناسبًا تمامًا للهندسة المعمارية للقصور الثرية التي تم بناؤها عبر تاريخ المدينة. غالبًا ما تُزرع الحدائق المركزية للرياض التقليدية بأشجار الفاكهة مثل أشجار البرتقال أو أشجار الليمون.
في السنوات الأخيرة، أصبح مصطلح «الرياض» مرتبطًا بالبيوت المغربية التقليدية (عادة ما يتم ترميمها) التي تم تحويلها إلى فنادق ودور ضيافة. كانت مراكش هي المركز الأول لتجديدات الرياض وأدت صناعة السياحة المزدهرة في القرن الحادي والعشرين إلى زيادة عدد هذه الأمثلة في المدينة القديمة وحولها.

## دور العبادة

### الجوامع

#### جامع الكتبية

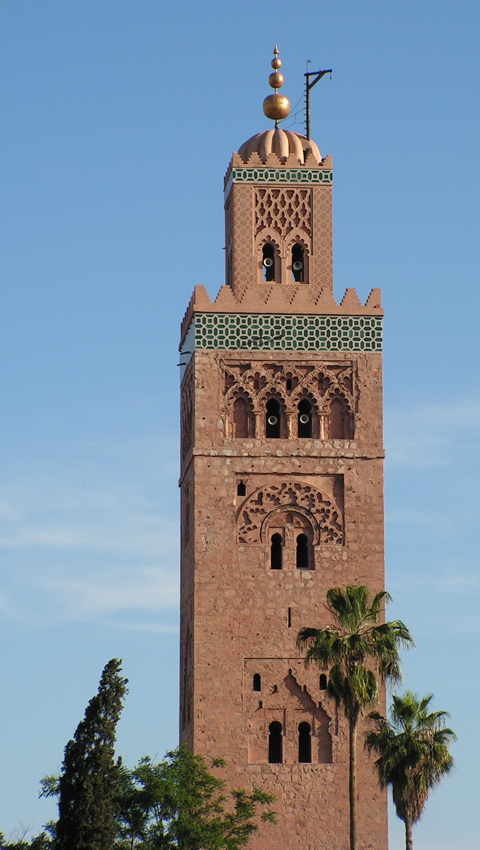
مئذنة جامع الكتبية

جامع الكتبية، أو مسجد بائعي الكتب، هو أكبر مسجد في المدينة، ويقع في جنوب غرب ساحة جامع الفنا. يبلغ ارتفاع المئذنة 77 متر (253 قدم)، وتشتمل على برج مستدق وأجرام سماوية. أسسها الخليفة الموحدي عبد المومن عام 1147، ثم أعيد بناؤها بالكامل بعد فترة وجيزة، وربما أكملها بشكلها الحالي يعقوب المنصور في عام 1195. المسجد مبني من الحجر الأحمر والطوب في الطراز الموحدي التقليدي، ويبلغ قياسه 80 متر (260 قدم) في العرض نحو الشرق و 60 متر (200 قدم) إلى الغرب على طول اتجاه الشمال إلى الجنوب. تم تصميمه لمنع أي شخص من التحديق من المئذنة إلى حريم الملك. للمسجد أربعة مداخل، ثلاثة منها مفتوحة مباشرة إلى قاعة الصلاة. هناك ست غرف داخلية، واحدة فوق الأخرى. قاعة الصلاة عبارة عن أعمدة بها أكثر من 100 عمود تدعم أقواس على شكل حدوة حصان على طول البلاطات المتوازية. المئذنة، التي شيدت من الحجر الرملي، هي واحدة من أكثر المآذن شهرة في العالم الإسلامي الغربي إلى جانب الخيرالدة في إشبيلية، وصومعة حسان في الرباط. تم تغطيته في الأصل بجص مراكشي وردي، ولكن في التسعينيات، اختار الخبراء كشف العمل الحجري الأصلي وإزالة الجص. يحتوي البرج على كرات نحاسية مُذهبة، يتناقص حجمها نحو الأعلى، وهو النمط التقليدي للمغرب.

#### مسجد بن يوسف
يقع مسجد بن يوسف في المدينة القديمة مع سقف قرميد أخضر ومئذنة، وهو أقدم مسجد في المدينة. تم بناؤه في الأصل في القرن الثاني عشر على يد السلطان المرابطي علي بن يوسف، الذي سُمّي باسمه. كان بمثابة مسجد الجمعة الرئيسي بالمدينة. بعد أن تم التخلي عنه خلال فترة الموحدين وسقوطه في حالة خراب، أعاد السلطان السعدي عبد الله الغالب بناءه في ستينيات القرن السادس عشر، ثم أعاد السلطان العلوي مولاي سليمان بناؤها بالكامل في بداية القرن التاسع عشر، مع بناء المئذنة. تم الانتهاء منه في عام 1819 أو 1820. لقد أزال هذا الترميم كل آثار المسجد الأصلي، والمسجد الحالي أصغر بكثير من المسجد الأصلي ويتميز باتجاه القبلة المختلف تمامًا. كان عبد الله الغالب مسؤولاً أيضًا عن بناء مدرسة بن يوسف المجاورة، والتي كانت تحتوي على مكتبة وعملت كمؤسسة تعليمية حتى القرن العشرين.

##### القبة المرابطية
القبة المرابطية هي عبارة عن مكان للوضوء من طابقين تم اكتشافه في عام 1948 من موقع غارق في موقع المسجد. إنه يوضح أسلوبًا متطورًا وهو جزء مهم من العمارة المغربية التاريخية. يتكون من بناء من طابقين مع أقواس، صدفي في الطابق الأرضي وشكل حدوة حصان مزدوج في الطابق الأول، جنبًا إلى جنب مع شكل عمامة. القبة محاطة بسوار مزين بأقواس وسبع نجوم مدببة. تم تزيين الجزء الداخلي من القبة المقوسة ذات الأضلاع الثمانية بمنحوتات مميزة للغاية يحدها خط كوفي منقوش باسم المبتكر علي بن يوسف. حنيات ركن القبة مغطاة بالمقرنصات. يحتوي المكامن على أشكال من مخاريط الصنوبر والنخيل وأوراق الأقنثا التي تم نسخها أيضًا في مدرسة بن يوسف.

#### مسجد القصبة

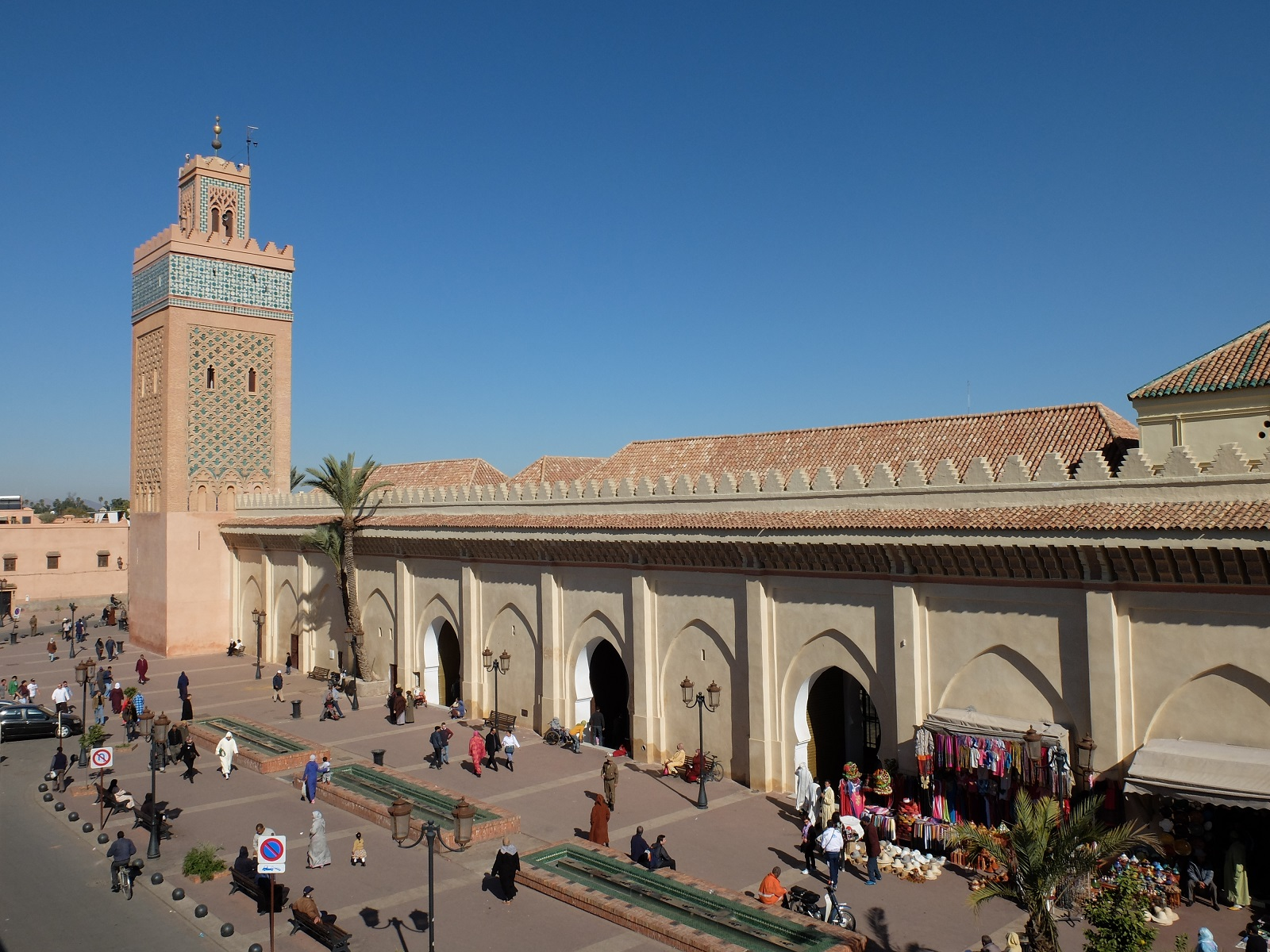
مسجد القصبة (المعروف أيضًا باسم مسجد مولاي اليزيد)

يُطلُّ مسجد القصبة على ساحة مولاي يزيد في حي القصبة في مراكش، بالقرب من قصر البديع. بناه الخليفة الموحدي يعقوب المنصور في أواخر القرن الثاني عشر ليكون بمثابة المسجد الرئيسي في القصبة (القلعة) حيث أقام هو وكبار مسؤوليه. يتميز بتصميم فريد للأرضية وتصميم فناء يميزه عن المساجد المغربية الكلاسيكية الأخرى. تنافس مع مسجد الكتبية من أجل الهيبة وكان لزخرفة مئذنته تأثير كبير في العمارة المغربية اللاحقة. تم ترميم المسجد من قبل السلطان السعدي مولاي عبد الله الغالب بعد انفجار مدمر في احتياطي البارود القريب في النصف الثاني من القرن السادس عشر. ومن الجدير بالذكر أن قبور السعديين قد شُيدت خارج جدار القبلة (الجنوبي) مباشرة ويمر الزوار خلف المسجد لرؤيتها اليوم.

#### مسجد المواسين ومسجد باب دكالة
تم بناء مسجد المواسين (المعروف أيضًا باسم مسجد الشرفاء) من قبل السلطان السعدي مولاي عبد الله الغالب بين 1562-1563 و 1572-73. يقع في حي المواسين وهو جزء من مجمع معماري أكبر يضم مكتبة وحمامًا ومدرسة إسلامية ونافورة ثلاثية الأقواس تُعرف باسم نافورة المواسين. تعتبر النافورة، التي وفرت للسكان المحليين إمكانية الوصول إلى المياه، أكبر وأهم نافورة في المدينة، وهي مزينة بأنماط هندسية ونقوش عربية. إلى جانب مسجد باب دكالة إلى الغرب، والذي تم بناؤه في الوقت نفسه تقريبًا وله شكل مشابه جدًا، يبدو أن مسجد المواسين قد تم تصميمه في الأصل لترسيخ تطوير الأحياء الجديدة بعد إعادة التوطين الحي اليهودي من هذه المنطقة إلى الملاح الجديدة قرب القصبة.

#### مساجد أخرى
تشمل المساجد الأخرى مسجد بن صلاح، ومسجد بريمة، وزاوية سيدي بلعباس، والزاوية الجزولية، وزاوية سيدي يوسف بن علي، ومسجد سيدي مولاي القصور، (أو زاوية سيدي عبد الله الغزواني)، ومسجد الوسطى.

### الكنيس
هناك كنيس صلاة الأزمة وكنيس بيت إيل، وكنيس بيتون، وكنيس صلاة بنحاس.

## المقابر

### مقابر السعديين

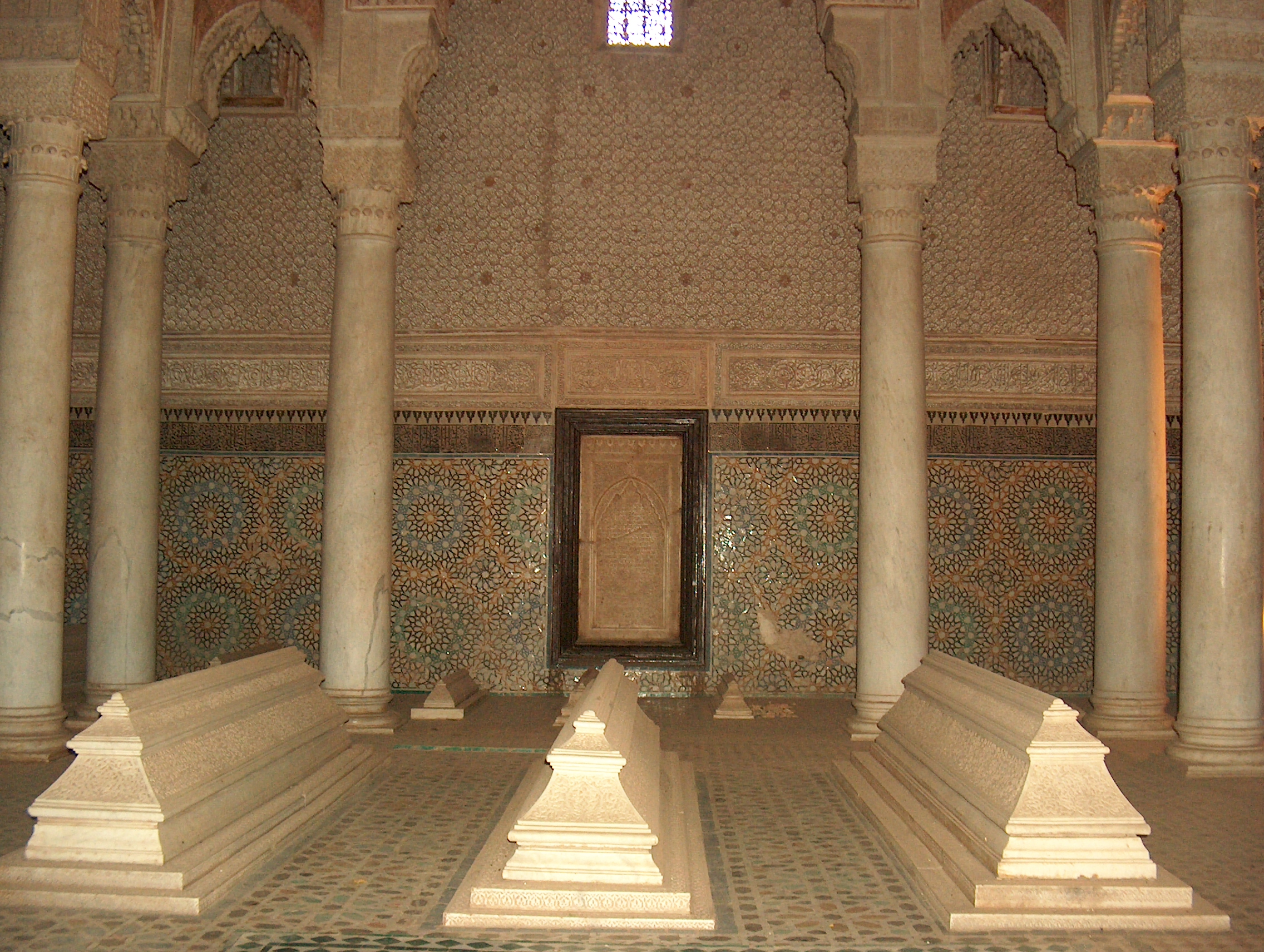
مقابر السعديين

تم بناء قبور السعديين في القرن السادس عشر كمقبرة ملكية لسلاطين السعديين وأفراد عائلاتهم. يقع بجوار الجدار الجنوبي لمسجد القصبة. فُقدت لسنوات عديدة حتى أعاد الفرنسيون اكتشافها في عام 1917 باستخدام الصور الجوية. يتكون الضريح من بقايا حوالي ستين فرداً من سلالة السعديين التي نشأت في وادي نهر درعة. ومن بين المقابر هناك قبور السلطان السعدي أحمد المنصور وعائلته. دفن المنصور والدته في هذه المقبرة الأسرية عام 1590 بعد توسيع المبنى الجنائزي المربع الأصلي الذي بناه عبد الله الغالب. تم تصميم ضريحه الخاص، المزخرف بشكل كبير، على غرار ضريح النصريين في قصر الحمراء في غرناطة بإسبانيا. يتألف من سقف من خشب الأرز المنحوت والمرسوم على اثني عشر عمودًا من رخام الكرارا، بالإضافة إلى جدران مغطاة بزخارف هندسية إسلامية مُتقنة من الزليج، ونقوش خطية عربية وزخارف نباتية في الجص المنقوش. تحتوي الغرفة أيضًا على قبور أفراد عائلته المُقرّبين وبعض خلفائه، وكثير منها مغطى بشواهد قبور أفقية من الرخام المنحوت بدقة. تجاور غرفته غرفتان أخريان، كانت أكبرهما في الأصل غرفة للصلاة، ومجهزة بمحراب، والتي تم تغيير الغرض منها فيما بعد لتكون ضريحًا لأفراد السلالة العلوية.

### مقابر سبعة رجال

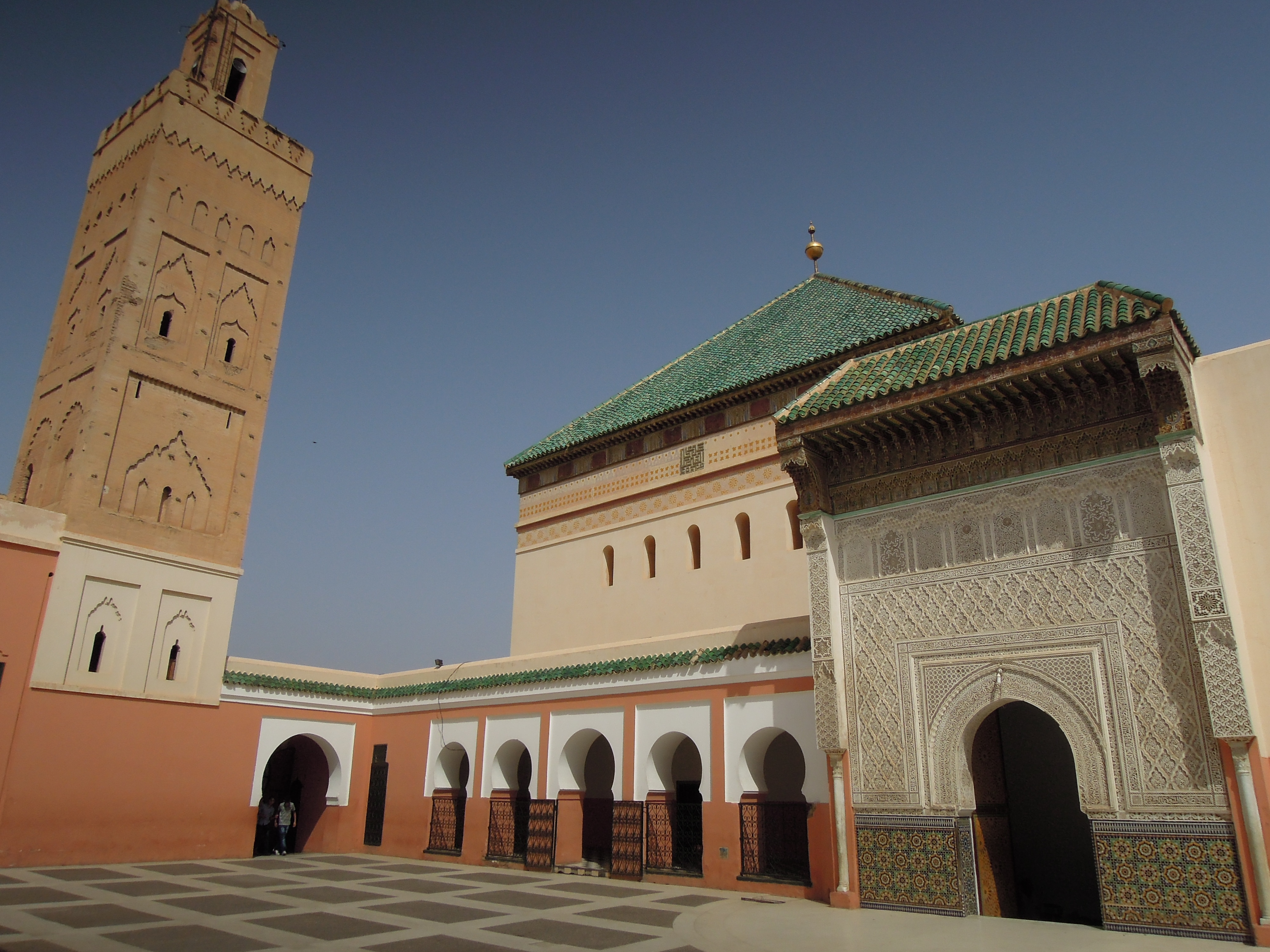
زاوية سيدي بلعباس، عبارة عن مجمع ديني صوفي يضم ضريح ومسجد ومنشآت أخرى

تشتهر مراكش أيضًا بمقابر «سبعة رجال»، والتي تُزار كل عام في أيام متتالية خلال «الزيارة». تتبع جولة مقابر سبعة رجال تكوين المدينة بدلاً من الترتيب الزمني الذي عاشوا فيه. سبعة رجال هم: يوسف بن علي الصنهاجي، القاضي عياض، أبو القاسم السهيلي، أبو العباس السبتي، محمد بن سليمان الجزولي، سيدي عبد العزيز التباع، سيدي عبد الله الغزواني. العديد من هذه الأضرحة تعمل أيضًا كمركز لزاوياتهم، بما في ذلك: زاوية سيدي بلعباس (أهمهما)، والزاوية الجزولية، وزاوية سيدي عبد العزيز، وزاوية سيدي يوسف بن علي، وزاوية سيدي الغزواني (المعروف أيضًا باسم مولاي القصور).

### المقابر
مثل مدن العصور الوسطى الأخرى، كانت معظم مقابر مراكش الرئيسية تقع خارج أسوار المدينة، غالبًا بالقرب من بوابات المدينة. وشملت مقبرة باب الخميس، ومقبرة سيدي السهيلي (التي كانت تحتوي على ضريح لاحق)، ومقبرة باب أغمات الكبيرة للغاية. كان للملاح اليهودي أيضًا مقبرة خاصة به تُعرف باسم مقبرة ميارا.

## الملاح
يقع الملاح (الحي اليهودي القديم) في منطقة القصبة في المدينة القديمة، شرق ساحة فيربلانتير. تم إنشاؤه عام 1558 من قبل السعديين في الموقع الذي كانت فيه إسطبلات السلطان في السابق. في ذلك الوقت، كان المجتمع اليهودي يتألف من جزء كبير من المصرفيين في المدينة، وصائغي المجوهرات، وعمال المعادن، والخياطين، وتجار السكر. خلال القرن السادس عشر، كان للملاح نوافير وحدائق ومعابد وأسواق خاصة به. حتى وصول الفرنسيين في عام 1912، لم يكن بإمكان اليهود امتلاك العقارات خارج الملاح، لذلك حدث التوسع في الحي. الملاح الحالي، الذي يُدعى الآن حي السلام، أصغر من الحي الأصلي، ويبلغ عدد سكانه المسلمون بالكامل تقريبًا داخل الحي السكني إلى حد كبير. تم بناء كنيس صلاة الأزمة حول فناء. تعتبر عزرة ناشيم («معرض الطابق العلوي») في الكنيس ميزة غير معتادة حيث تقيم النساء المغربيات في أغلب الأحيان عند مدخل كنيس يهودي أو غرفة أخرى. يحتوي المبنى الأزرق والأبيض أيضًا على مركز مجتمعي ومدرسة تلمود توراة ومطبخ للفقراء. تعتبر مقبرة ميارا أكبر مقبرة يهودية في المغرب، وتتميز بمقابر بيضاء ومقابر رملية، وهي مُلاصقة للملاح داخل المدينة القديمة.

## الفنادق

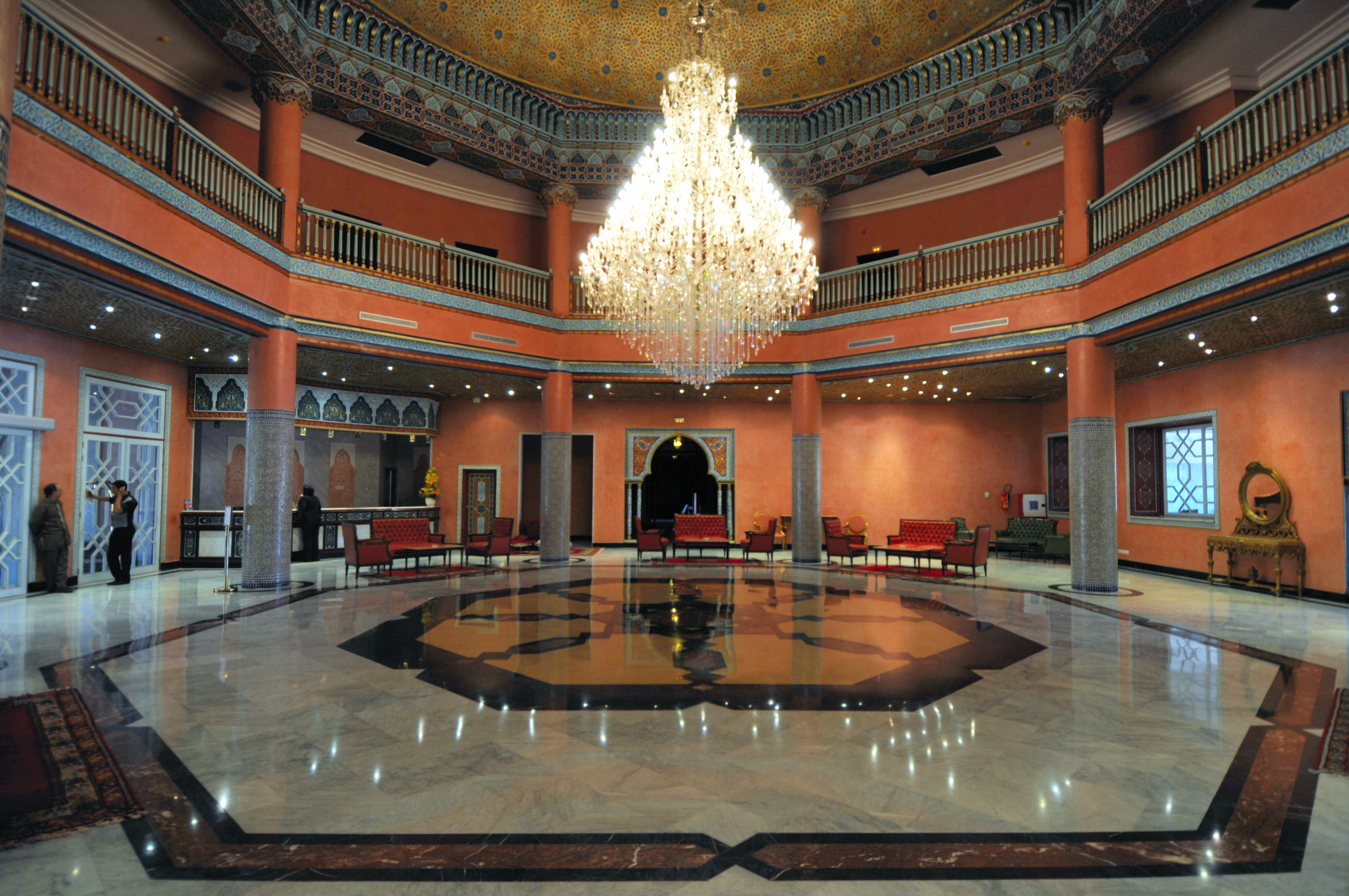
فندق مراكش

باعتبارها من أكبر المدن السياحية في إفريقيا، يوجد في مراكش أكثر من 400 فندق. فندق المأمونية، هو فندق 5 نجوم على آرت ديكو، تم بناؤه في عام 1925 من قبل هنري بروست وأنطوان ماركيزيو. يُعتبر الفندق الأكثر شهرة في المدينة، استضاف الفندق العديد من الأشخاص المشهورين دوليًا بما في ذلك ونستون تشرشل وتشارلز أمير ويلز وميك جاغر. اعتاد تشرشل الاسترخاء داخل حدائق الفندق والرسم هناك. تم تجديد الفندق المكون من 231 غرفة، } والذي يحتوي على كازينو، في عام 1986 ومرة أخرى في عام 2007 من قبل المصمم الفرنسي جاك غارسيا. تشمل الفنادق الأخرى فندق عدن أندالو، وفندق مراكش، وسوفيتيل مراكش، وفندق رويال ميراج، وفندق بيسينا ديل، وفي عام 2020 دخلت فنادق روتانا المغرب بإدارة منتجع بالميراي الشهير من فئة الخمس نجوم وفنادقه الثلاثة. في مارس 2012، افتتحت أكور أول فندق يحمل علامة بولمان التجارية في مراكش، منتجع وسبا بولمان مراكش بالميراي. يقع الفندق في بستان زيتون بمساحة 17 هكتارًا في لا بالميري، ويضم 252 غرفة و 16 جناحًا وستة مطاعم وقاعة اجتماعات بمساحة 535 مترًا مربعًا (5760 قدمًا مربعة).

## المتاحف

### متحف مراكش
يقع متحف مراكش في المركز القديم، في قصر دار منبهي، الذي بناه المهدي المنبهي في بداية القرن العشرين. تم ترميم القصر بعناية من قبل مؤسسة عمر بنجلون وتحويله إلى متحف في عام 1997. يمثل المنزل نفسه مثالاً على العمارة الأندلسية الكلاسيكية، مع وجود نوافير في الفناء المركزي، ومناطق جلوس تقليدية، والحمام والبلاط المعقد والمنحوتات. تحتوي الردهة الكبيرة بالمتحف (التي كانت في الأصل عبارة عن فناء مغطى الآن بالزجاج والنسيج) على ثريا كبيرة جدًا معلقة في المنتصف تتكون من ألواح معدنية مزينة بقطع هندسية وكتابية مميزة. تم الاحتفاظ بالعديد من ميزات الفناء الأصلي، بما في ذلك الأحواض الأرضية والفسيفساء. يضم المتحف معروضات للفن المغربي الحديث والتقليدي إلى جانب أمثلة بارزة من الكتب التاريخية والعملات المعدنية والفخار للثقافات المغربية اليهودية والأمازيغية والعربية.

### متحف دار سي سعيد
يقع متحف دار السي سعيد، المعروف أيضًا باسم متحف الفنون المغربية، شمال قصر الباهية، مباشرة من شارع رياض زيتون الجديد. كان في الأصل قصر سي سعيد، شقيق با حماد. تعتبر مجموعة المتحف من أفضل المجموعات في المغرب، حيث تحتوي على «مجوهرات من الأطلس الكبير والأطلس الصغير وأقصى الجنوب؛ وسجاد من الحوز والأطلس الكبير؛ ومصابيح زيتية من تارودانت؛ وفخار أزرق من آسفي وفخار أخضر من تمكروت، ومصنوعات جلدية من مراكش». من بين القطع الأثرية الأقدم والأكثر أهمية حوض رخامي يعود من أوائل القرن الحادي عشر يعود إلى أواخر فترة الدولة الأموية في الأندلس بإسبانيا.

### المتحف الأمازيغي لحديقة ماجوريل
يعرض هذا المتحف مجموعة من القطع الأمازيغية التي نشأت من مناطق مختلفة من المغرب، من الريف إلى الصحراء. تم تجديد متحف الفن الإسلامي السابق، الواقع في قلب حديقة ماجوريل، بالكامل لإيواء المتحف الأمازيغي وللحفاظ على هذه المجموعة من الفن الأمازيغي في ظروف العرض والحفظ وفقًا لمعايير المتحف الدولية. يتكون الفريق الذي وجه فكرة المتحف من: سليمة ناجي، معمارية وعالمة أنثروبولوجيا في الرباط، رومان سيمينيل، عالم إثنولوجي وباحث في معهد البحث والتطوير بالرباط؛ أحمد سكونتي، عالم أنثروبولوجيا بالمعهد الوطني لعلوم الآثار والتراث بالرباط.
قام المهندس المعماري كريستوف مارتن بتجديد المتحف، بالإضافة إلى سينوغرافيته، والذي صمم أيضًا تقديم متحف إيف سان لوران في مراكش، الذي شاهده أكثر من 65000 زائر. إلى جانبه، كان عالم المتاحف بيورن دالستروم مسؤولاً عن تنسيق برنامج المتحف حتى ديسمبر 2019.
بمساحة تزيد عن 200 متر مربع، يعرض المتحف أكثر من 600 قطعة تعرض جوانب الثقافة الأمازيغية في المغرب. الخرائط والنصوص التوضيحية (بالفرنسية والإنجليزية والعربية) والصور الفوتوغرافية والأفلام الأرشيفية والوثائق السمعية والبصرية المصممة خصيصًا للمتحف ترشد الزوار طوال رحلتهم. هناك أربع غرف مواضيعية: 1. الأمازيغ، 2. المهارات التقليدية (الأعمال اليدوية، الأشياء اليومية، المهرجانات أو الاحتفالات)، 3. جواهر (بانوراما حصرية لجواهر أمازيغية من المغرب)، 4. الحلي (الأزياء والنسيج والذراعين والأبواب والسجاد والآلات الموسيقية الأمازيغية).

### متاحف أخرى
- دار الصورة بمراكش
- متحف المواسين
- دار الباشا
- متحف تسكوين[115][116]

## مؤسسات التعليم والثقافة

### مدرسة بن يوسف

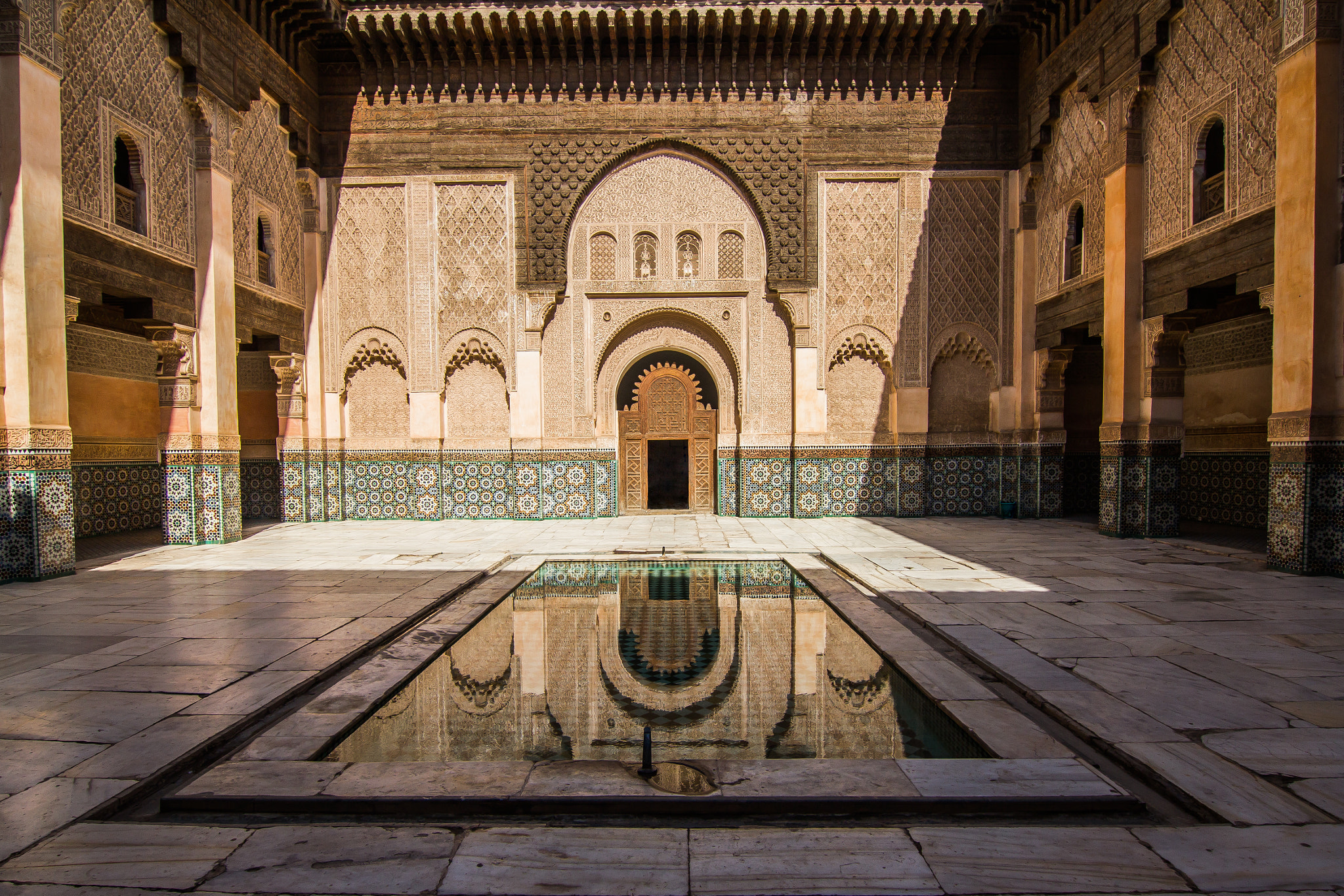
باحة مدرسة بن يوسف في مراكش (القرن السادس عشر)

كانت مدرسة بن يوسف، الواقعة شمال المدينة القديمة، كلية إسلامية في مراكش، سُمّيت على اسم السلطان المرابطي علي بن يوسف (1106-1142)، الذي وسّع المدينة ونفوذها بشكل كبير. تعتبر أكبر مدرسة في كل المغرب وكانت واحدة من أكبر الكليات في شمال إفريقيا وقد تضم ما يصل إلى 900 طالب.
تأسست الكلية خلال فترة المرينيين (القرن الرابع عشر) من قبل السلطان المريني أبو الحسن واندمج مع مسجد بن يوسف المجاور. كان هذا المجمع التعليمي في التعاليم القرآنية جزءًا من مؤسسات مماثلة في فاس وتازة ومكناس. أعاد السلطان السعدي عبد الله غالب (1557-1574) بناء المدرسة عام 1564 لتكون أكبر مدرسة في المغرب. في عام 1565، تم الانتهاء من الأعمال التي أمر بها عبد الله الغالب، كما يشهد على ذلك النقش في غرفة الصلاة. تتجمع زنازينها المكونة من 130 طالبًا حول فناء منحوت بشكل غني من خشب الأرز والرخام والجص. وفقًا للشريعة الإسلامية، لا ينبغي للمنحوتات أن تحتوي على أي تمثيل للبشر أو الحيوانات، وتقتصر فقط على نقوش وأنماط هندسية. كان محمد الإفراني (1670-1745) من أشهر معلمي المدرسة. تم إغلاق المبنى في عام 1960، وتم تجديدها وإعادة فتحها للجمهور كموقع تاريخي في عام 1982.

### جامعة القاضي عياض
جامعة القاضي عياض (المعروفة أيضًا باسم جامعة مراكش) التي تأسست عام 1978، والمدرسة الوطنية للعلوم التطبيقية بمراكش التابعة لها، التي تم إنشاؤها في عام 2000 من قبل وزارة التعليم العالي والمتخصصة في الهندسة والبحث العلمي. تُدير جامعة القاضي عياض 13 مؤسسة في مراكش تانسيفت الحوز وعبدة دكالة بالمغرب في 4 مدن رئيسية، بما في ذلك قلعة السراغنة والصويرة وآسفي، إلى جانب مراكش.

### المسارح

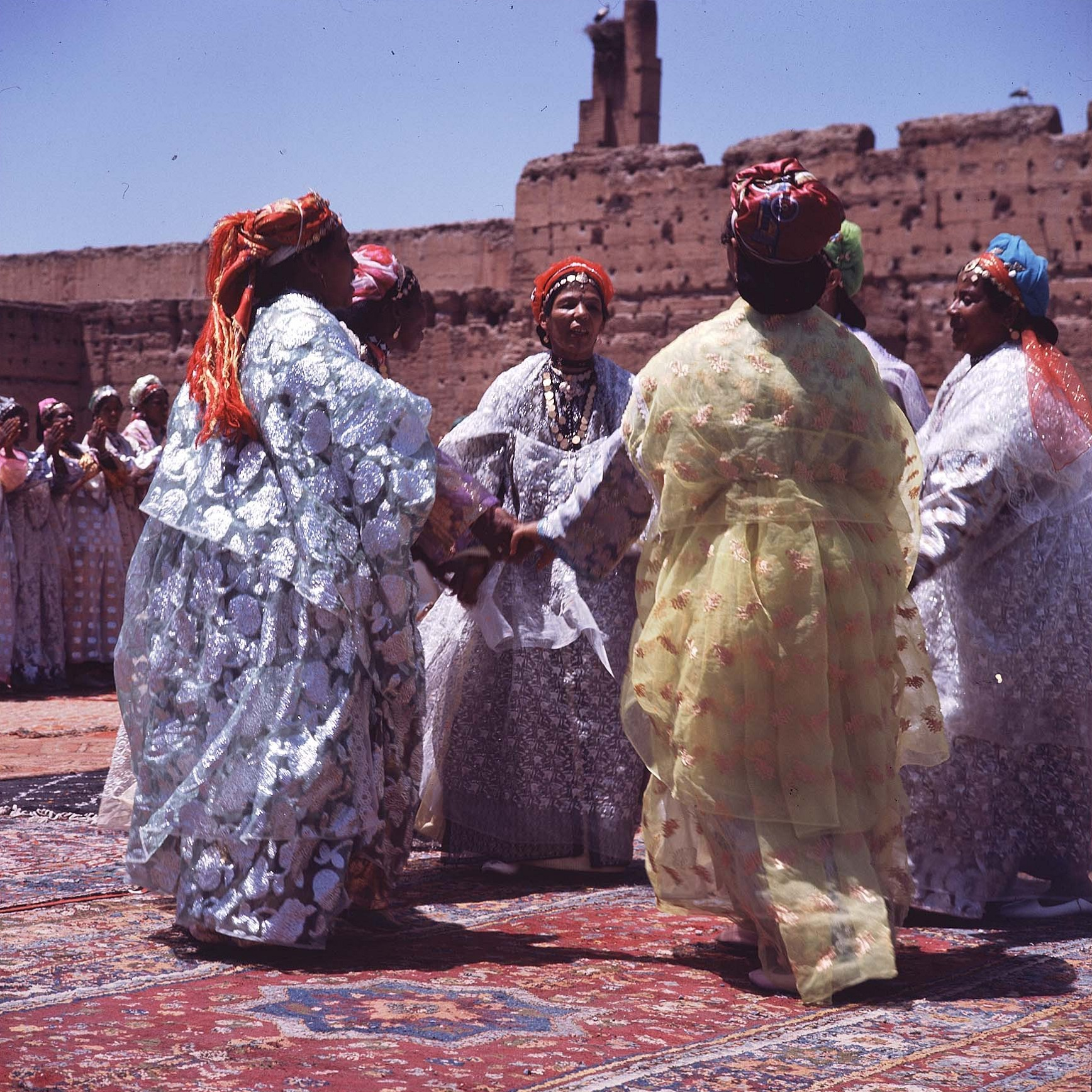
راقصات أمازيغيات

يُعدّ المسرح الملكي في مراكش والمعهد الفرنسي ودار شريفة من المؤسسات الرئيسية للفنون المسرحية في المدينة. يقدم المسرح الملكي، الذي بناه المهندس المعماري التونسي شارل بوكارا بأعمدة، عروضًا مسرحية للكوميديا والأوبرا والرقص بالفرنسية والعربية. يقوم عدد أكبر بأداء العروض في الهواء الطلق والترفيه عن السياح في الساحة الرئيسية والشوارع، خاصةً في الليل.[بحاجة لمصدر]

## المواصلات

### مطار مراكش المنارة
يقع مطار مراكش المنارة الدولي على بعد 3 كيلومتر (1.9 ميل) جنوب غرب مركز المدينة. وهي منشأة دولية تستقبل عدة رحلات أوروبية بالإضافة إلى رحلات جوية من الدار البيضاء وبعض دول العالم العربي. يقع المطار على ارتفاع 471 متر (1,545 قدم). يحتوي المطار على محطتي ركاب رسميتين، لكنهما مجتمعان إلى حد ما في مبنى واحد كبير. يتم بناء محطة ثالثة. توفر المحطات T1 / T2 الحالية مساحة 42,000 متر (138,000 قدم) ولديها قدرة مصممة للتعامل مع 4.5 مليون مسافر سنويًا. يبلغ طول المدرج 4.5 كيلومتر (2.8 ميل) وعرضه 45 متر (148 قدم). يمكن أن يستوعب موقف الطائرات 14 طائرة من طراز بوينغ 737 وأربع طائرات بوينج 747. تبلغ مساحة محطة الشحن المنفصلة 340 متر مربع (3,700 قدم2) من المساحة المغطاة.

### محطة سكة حديد مراكش
تم بناء محطة سكة حديد مراكش لأول مرة في عام 1923 أثناء الاستعمار الفرنسي، ولكن تم افتتاح المبنى الحالي في عام 2008 ليحل محل المبنى القديم. تصميمه مستوحى من البوابات الضخمة النموذجية للعمارة المغربية التاريخية.

### جسر واد تانسيفت التاريخي
جسر واد تانسيفت هو جسر حجري بناه الموحدون في القرن الثاني عشر ليحل محل جسر المرابطين السابق الذي تم تدميره. تم تصميمه للسماح بعبور النهر أثناء الفيضانات السنوية. كان الجسر يتألف في الأصل من 15 قوسًا ولكن تم توسيعه إلى 27 قوسًا مع اتساع مجرى النهر على مر السنين. تتميز أعمدتها بمظهر مدبب ومتدرج على جانب المنبع من أجل مقاومة قوة المياه.